# Lebinthini
Lebinthini is een geslachtengroep van rechtvleugeligen uit de familie krekels (Gryllidae). De wetenschappelijke naam van deze geslachtengroep is voor het eerst geldig gepubliceerd in 2004 door Robillard.

## Taxonomie
De volgende geslachten zijn bij de geslachtengroep ingedeeld:
- Agnotecous Saussure, 1878
- Cardiodactylus Saussure, 1878
- Centuriarus Robillard, 2011
- Lebinthus Stål, 1877